# Судано-сахельская архитектура

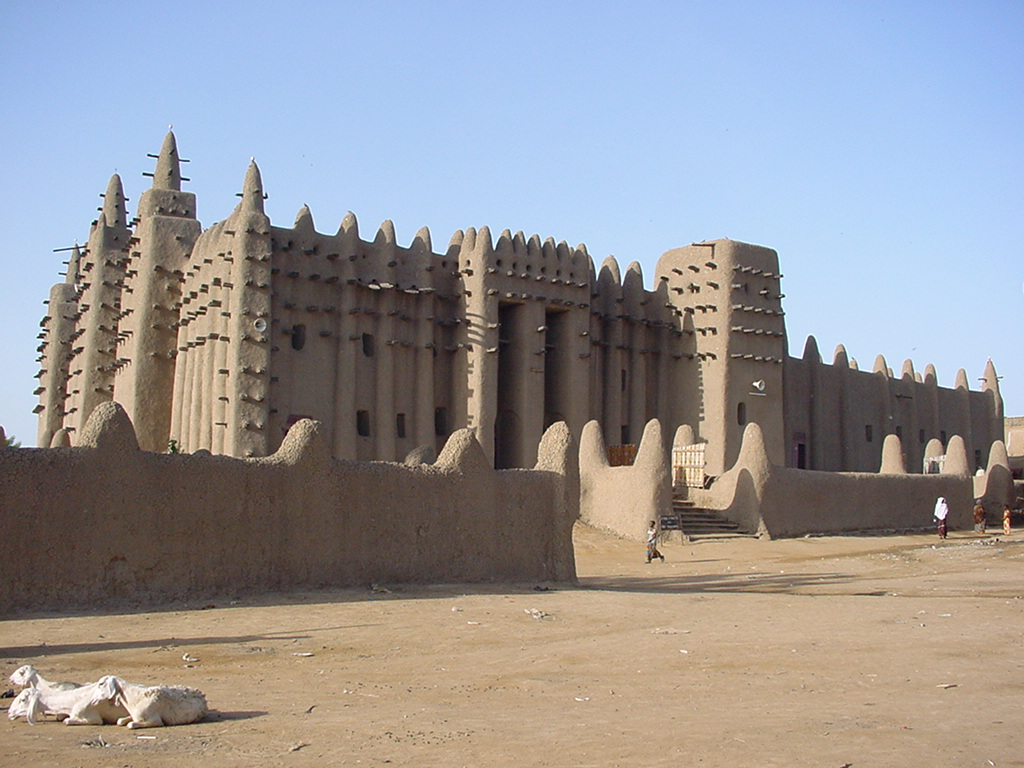
Великая мечеть Дженне, Мали.

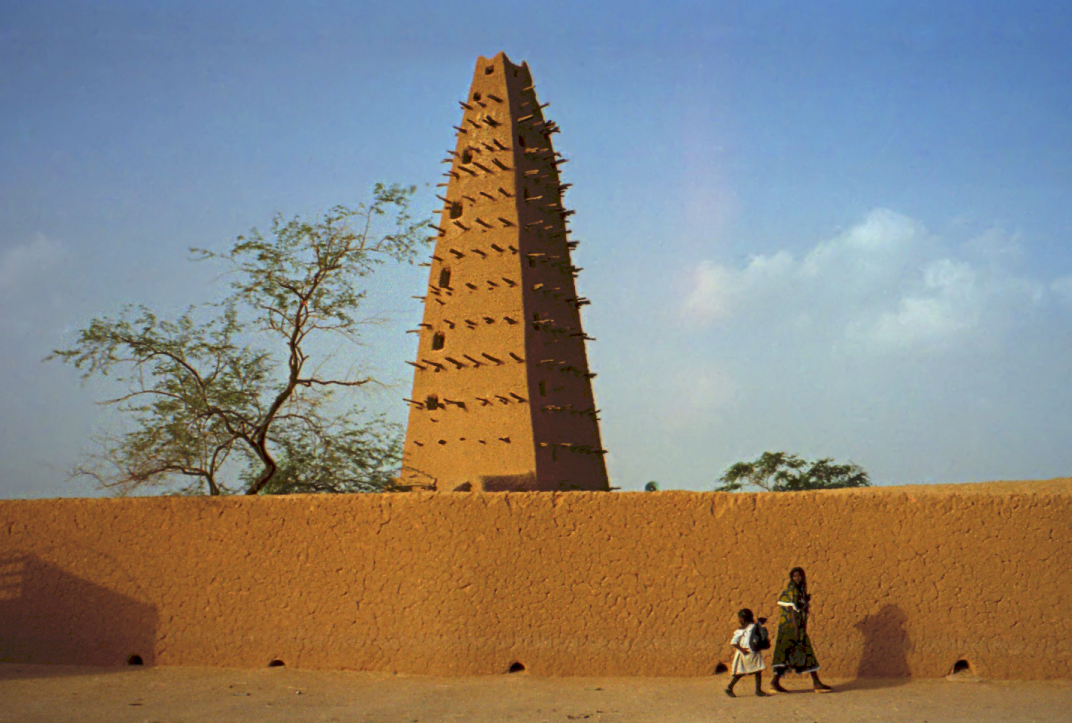
Великая мечеть Агадес, Нигер.

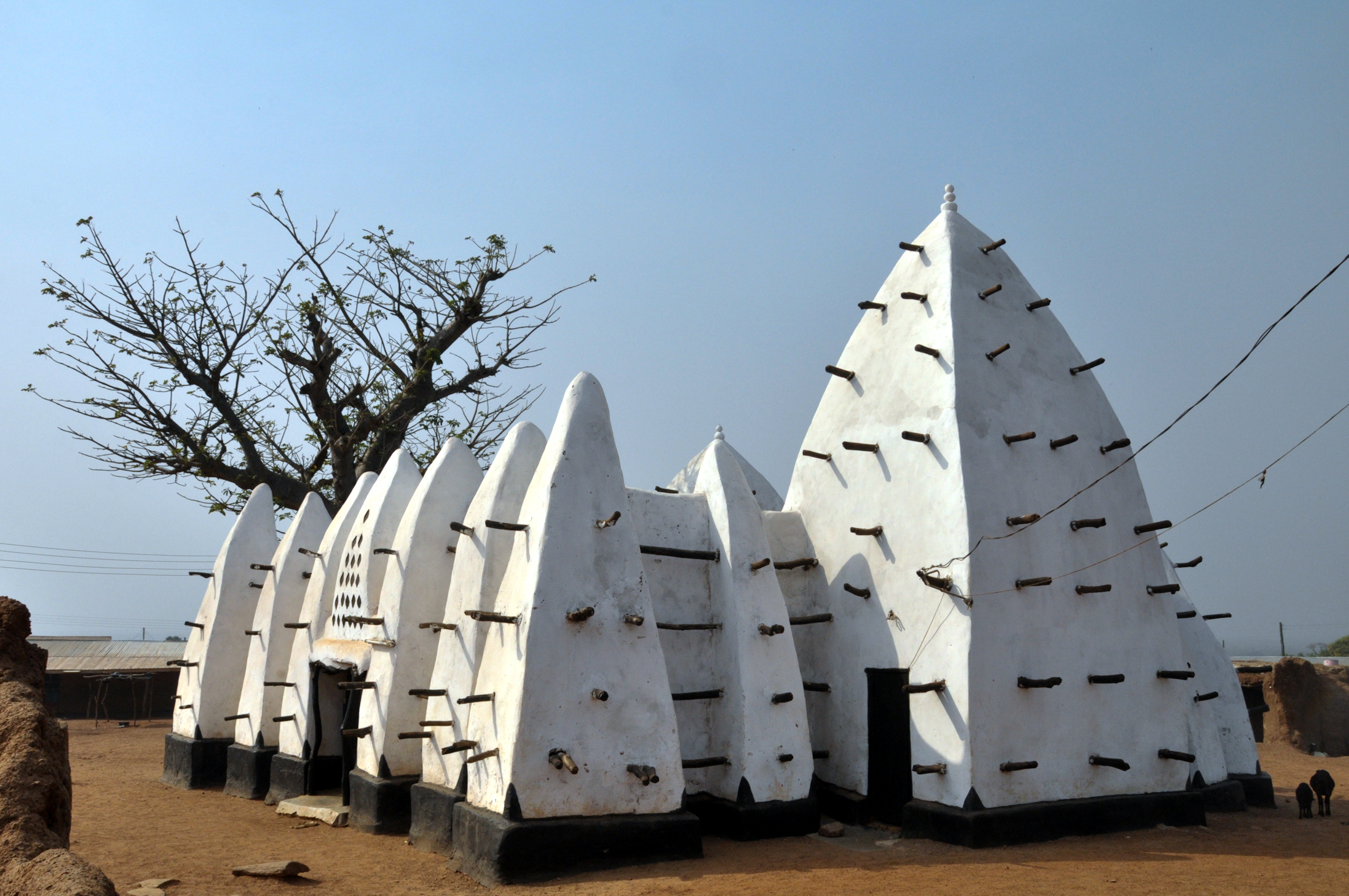
Мечеть Ларабанга, Гана.

Судано-сахельская архитектура — архитектурный стиль африканских народов Сахеля и Судана. Распространён на территории Западной Африки, южнее Сахары и севернее побережья Атлантического океана.
Для этого стиля характерно использование самана, покрытого штукатуркой с большими опорами из деревянных брёвен, которые выступают из стены у больших зданий, таких как мечети и дворцы. Эти балки также служат лесами для ремонта. Самые ранние образцы судано-сахельского стиля, вероятно, происходят из Дженне-Джено около 250 г. до н. э., где обнаружены первые свидетельства постоянного строительства из самана в регионе.

## Разница между стилями саванны и сахеля
Архитектура в Сахеле заметно отличается от стиля застройки в соседней саванне. «Старые» земледельцы саванны строили свои поселения из нескольких домов с коническими крышами. Это был в первую очередь городской стиль строительства, связанный с центрами торговли и богатства.
Они придают характерный вид  деревням и городам. В центре выделяются большие здания, такие как мечети, богатые жилые дома и общественные здания.
С расширением сахельских королевств на юг в сельские районы саванн судано-сахельский стиль в основном использовался для мечетей, дворцов, домов знати или горожан, тогда как среди простых людей наблюдалась строительство с применением старых африканских стилей хижин для сельских деревень и семейных поселений.

## Галерея

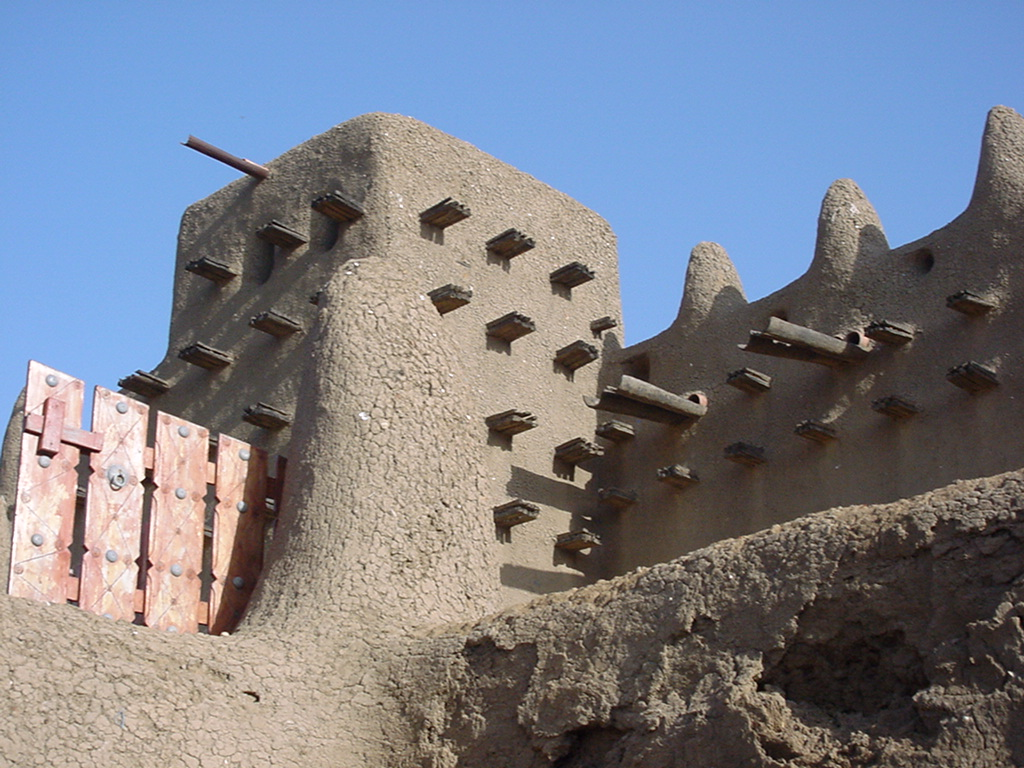
Балки торчащие из стены Великой мечети Джемме
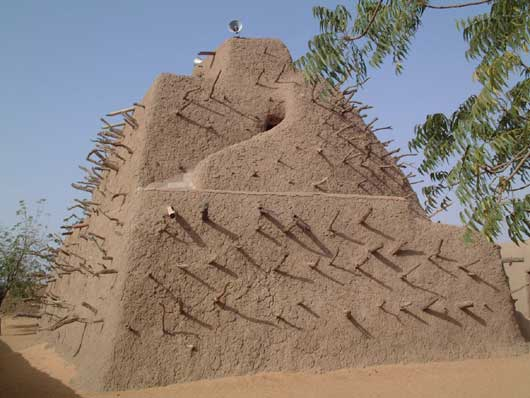
Могила Аскиа
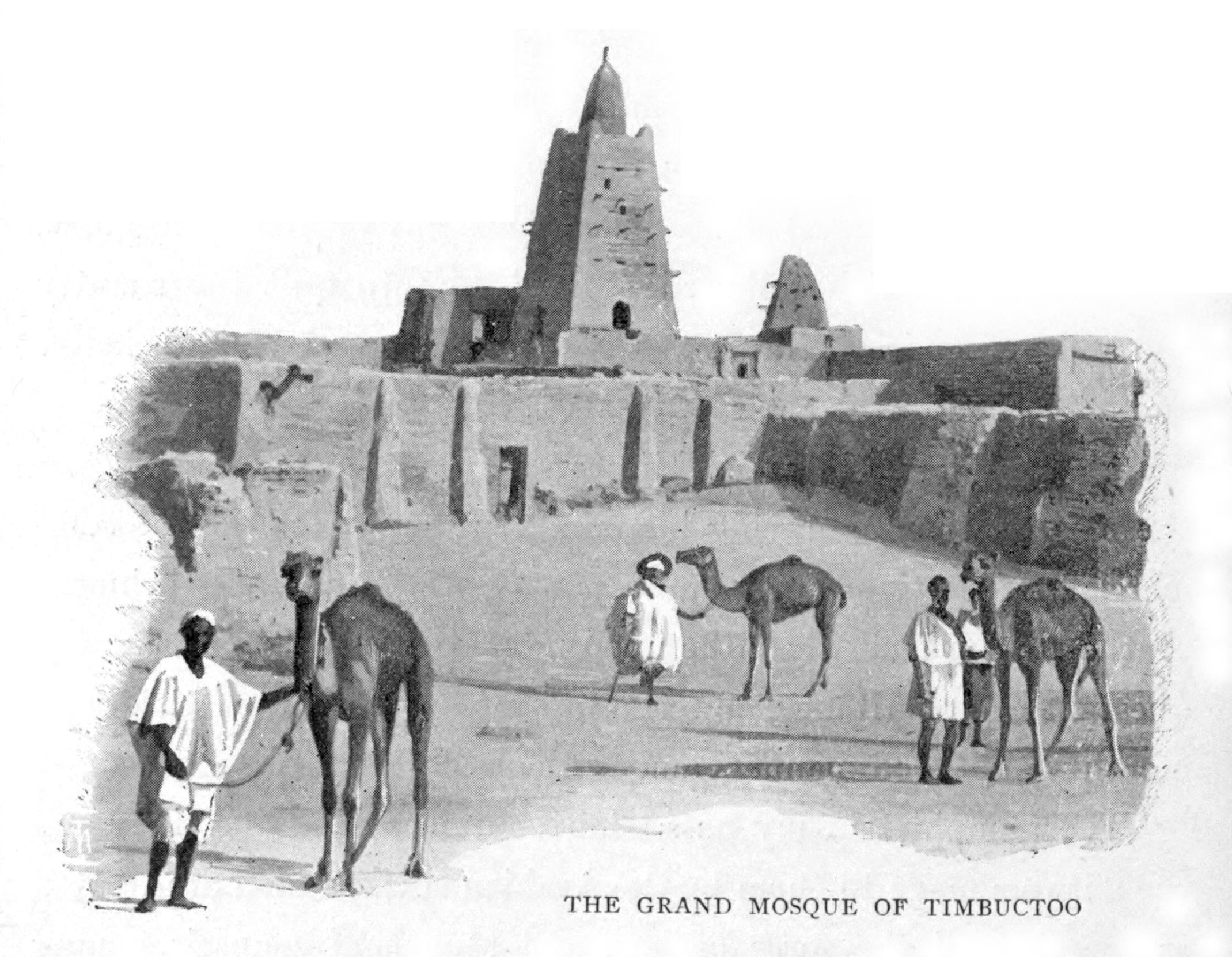
Гравюра мечети Санкоре, 1896 год
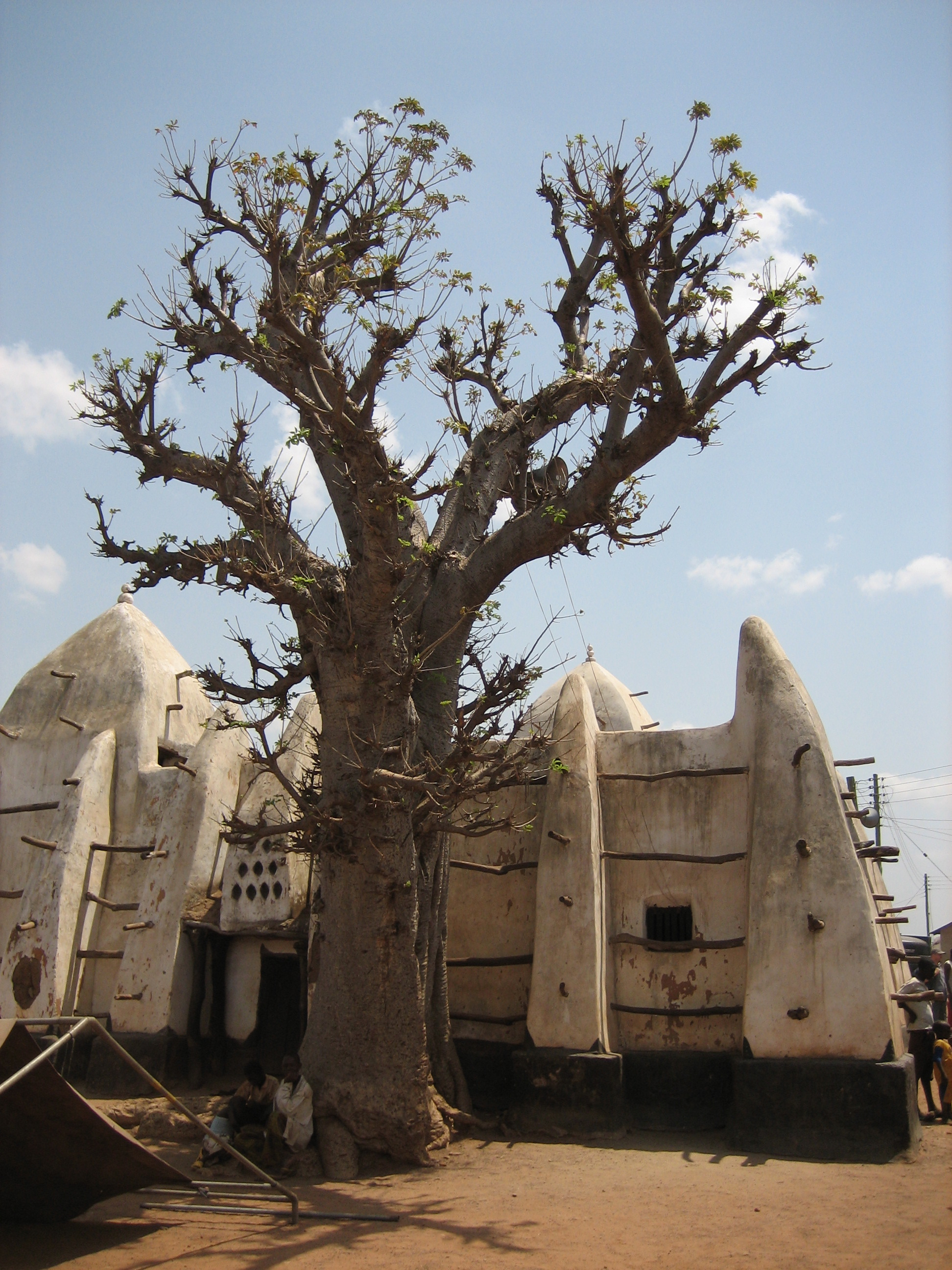
Мечеть Ларабанга, Гана
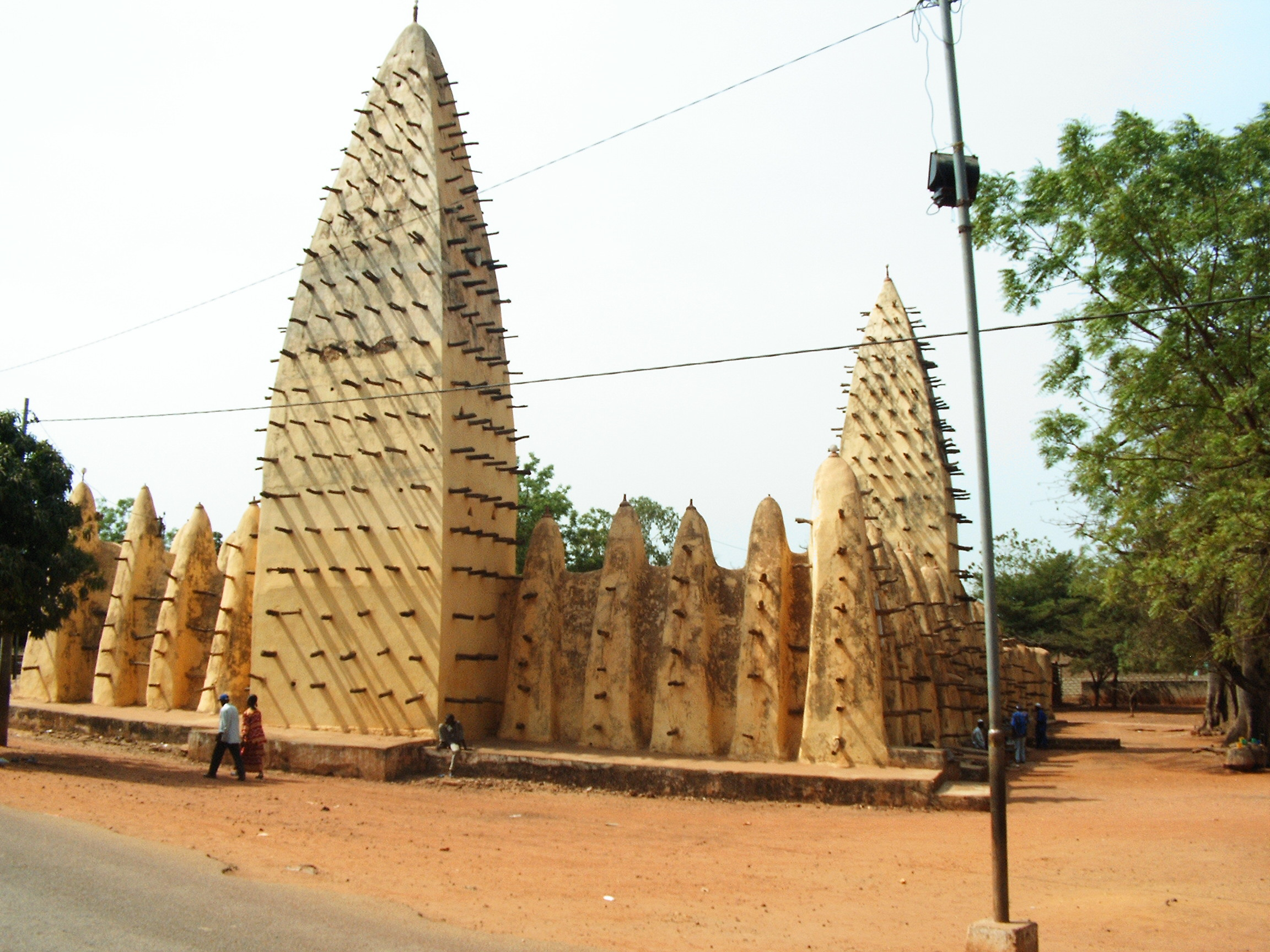
Мечеть Бобо-Диулассо, Буркина-Фасо
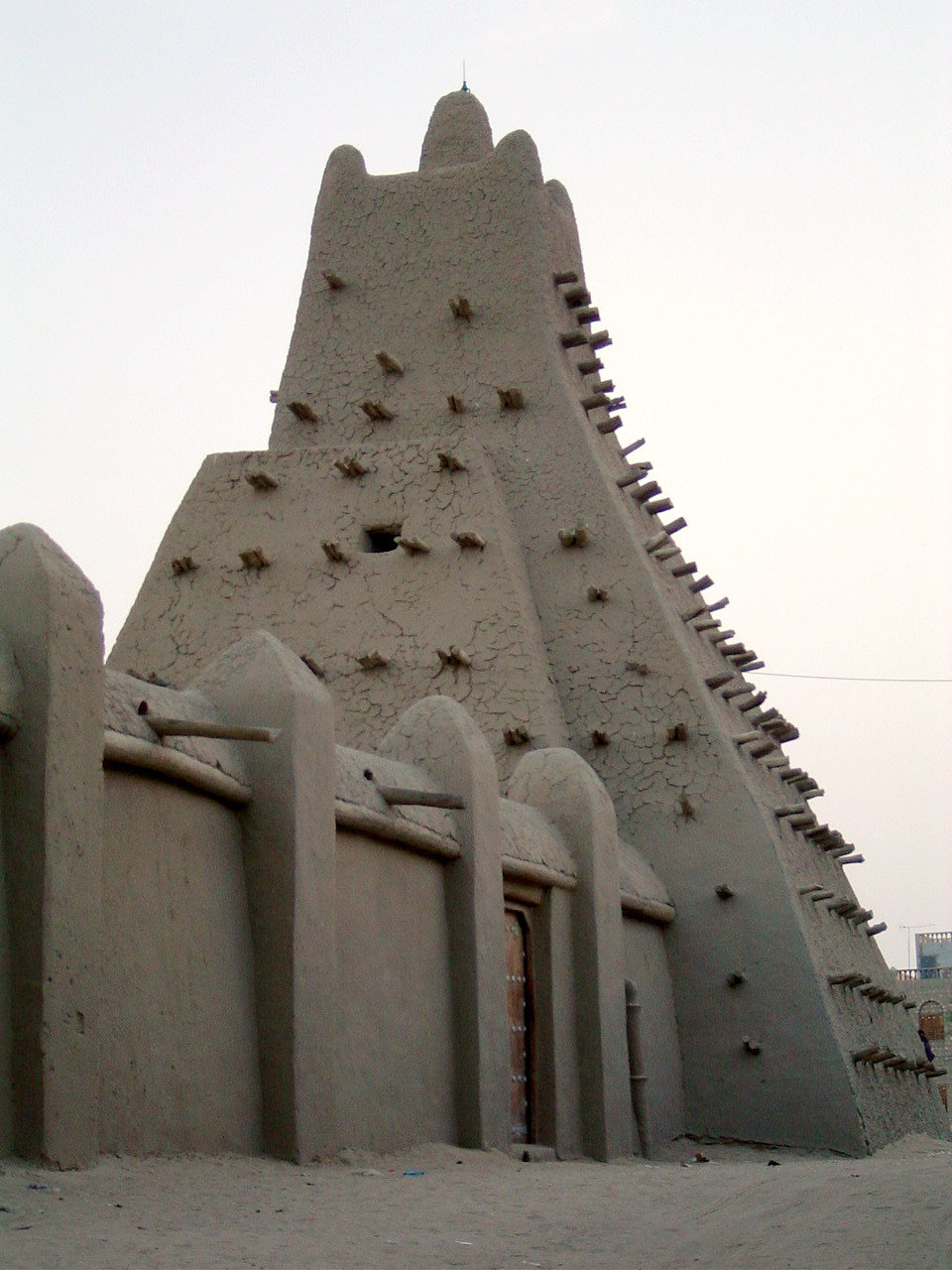
Мечеть Санкоре в Томбукту
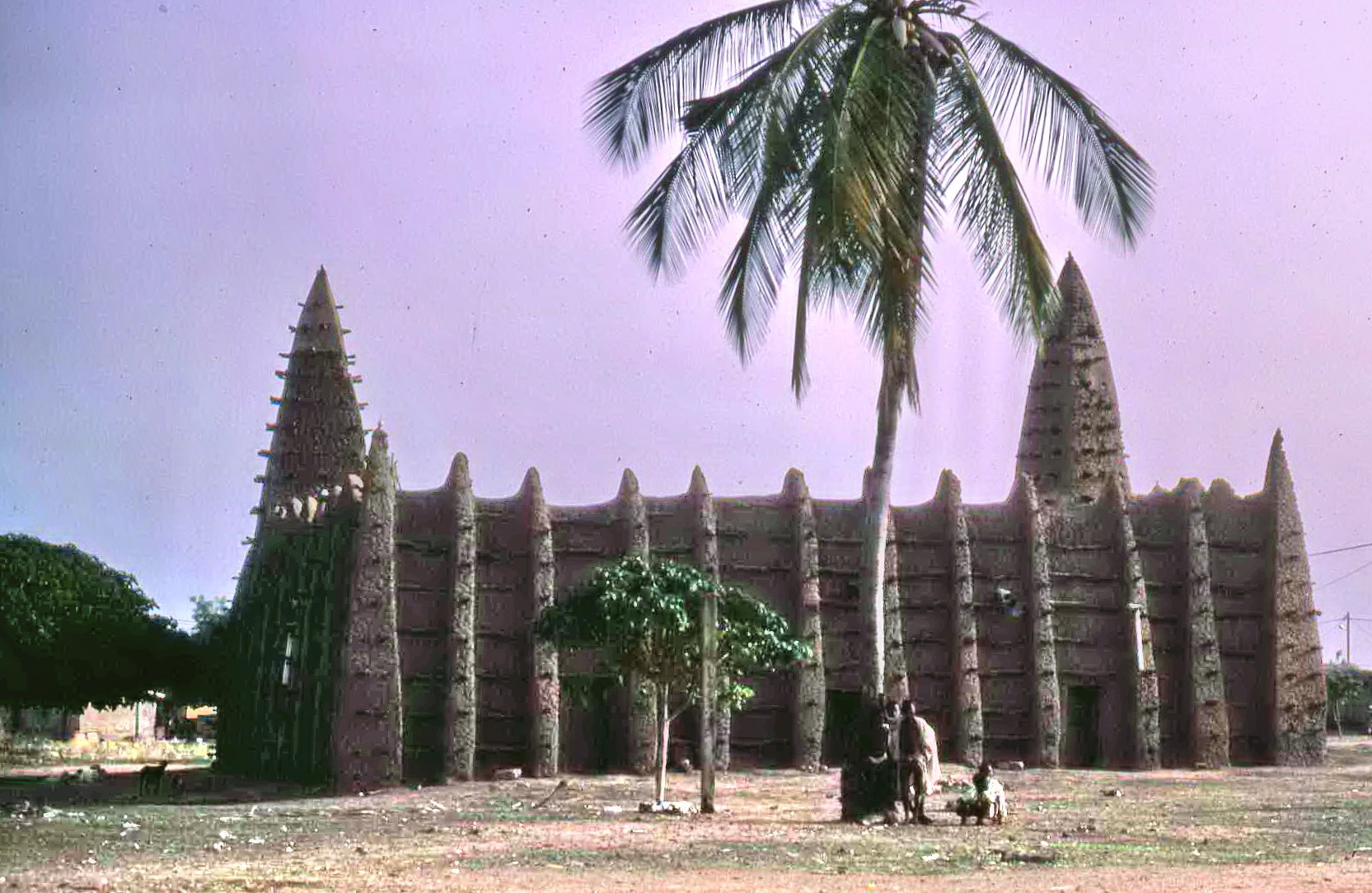
Мечеть империи Конг, Кот д'Ивуар
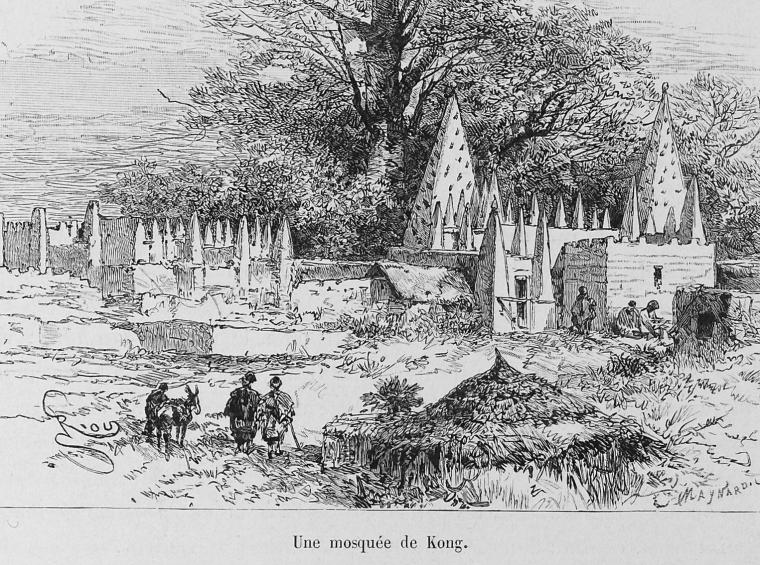
Она же на гравюре 1892 года